# Katharina Tempel
Katharina Tempel ist eine deutsche Kriminalfilmreihe des ZDF und arte mit Franziska Hartmann in der Rolle der Kriminalhauptkommissarin Katharina Tempel, die seit 2022 produziert und seit Dezember 2022 ausgestrahlt wird.
Die Figur Katharina Tempel erschien das erste Mal 2020 im deutschen Fernsehen in der Serie Helen Dorn in der Folge Kleine Freiheit und erneut in Wer Gewalt sät.
Die Reihe wird, wie die Filmreihe Helen Dorn auch, von der Network Movie Film- und Fernsehproduktion GmbH produziert.

## Episodenübersicht
| Nr. | Originaltitel                       | Erstausstrahlung | Regie            | Drehbuch     |
| --- | ----------------------------------- | ---------------- | ---------------- | ------------ |
| 1   | Katharina Tempel: Was wir verbergen | 2. Dez. 2022     | Francis Meletzky | Elke Rössler |
| 2   | Katharina Tempel: Was wir fürchten  | 20. Sep. 2024    | Jens Wischnewski | Elke Rössler |
| 3   | Katharina Tempel: Was wir begehren  | 4. Apr. 2025     | Jens Wischnewski | Elke Rössler |

## Rezeption
Rainer Tittelbach schreibt auf Tittelbach.tv über die Filmreihe: „Warum nun also auch Franziska Hartmann als Kommissarin? fragt sich der Kritiker. Nach Sichtung des Films rückt die Frage deutlich in den Hintergrund. ‚Was wir verbergen‘ ist der vielversprechendste Auftakt aller neuen ZDF-Krimi-Reihen der letzten drei, vier Jahre.“